# فالنتينو جاسباريلا
فالنتينو جاسباريلا (بالإيطالية: Valentino Gasparella)‏ مواليد 30 يونيو 1935 في فيتشنزا، هو دراج إيطالي سابق في صنف سباق الدراجات على المضمار. سبق أن شارك في دورة الألعاب الأولمبية الصيفية وفاز بميدالية أولمبية.

## روابط خارجية
- فالنتينو جاسباريلا على موقع أرشيف الدراجات (الإنجليزية)
- فالنتينو جاسباريلا على موقع CycleBase (الإنجليزية)
- فالنتينو جاسباريلا على موقع أوليمبيديا (الإنجليزية)
- فالنتينو جاسباريلا على موقع اللجنة الأولمبية الإيطالية (الإيطالية)